# Salec River
Der Salec River (Sallée River) ist ein kleiner Fluss im Norden von Dominica im Parish Saint Andrew.

## Geographie
Der Salec River entspringt im Gebiet von Coquin auf ca. 110 m über dem Meer. Er verläuft nach Norden und wendet sich an der Küste, südlich der Red Rocks nach Westen. Aus Coquin und von der Middle Ridge fließen ihm von links und Südwesten noch mehrere kleine Bäche zu. In Calibishie mündet er in den Atlantik. Östlich schließt das Einzugsgebiet des Mamelabou River (Hodges River) an. Der Fluss ist ca. 3,1 km lang.
In der Bucht von Calibishie münden noch weitere namenlose Bäche. Der nächstgelegene benannte Bach im Westen ist der Duece River.